# Sakai (Ósaka)

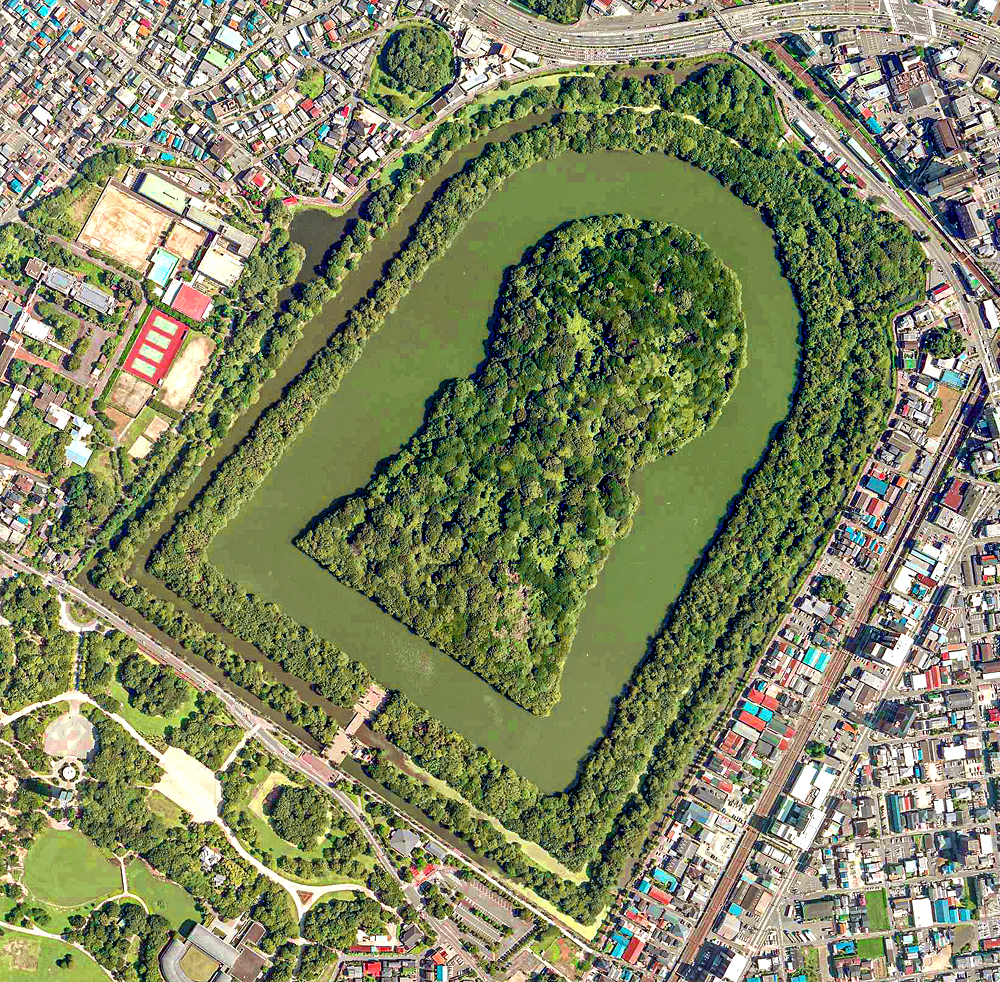
Daisen Kofun

Sakai (japonsky: 堺市(Sakai-ši) ) je město v prefektuře Ósaka v Japonsku. Od středověku je to jeden z nejvýznamnějších mořských přístavů v Japonsku. Dnes se jedná o město určené vládním nařízením. Má rozlohu 149,99 km ² a žije zde 833 414 obyvatel (2007).

## Památky
Daisen Kofun - jedna z největších hrobek na světě. Má tvar klíčové dírky, je 486 metrů dlouhá a ve spodní částí 305 metrů široká. Hrobka je považována za místo posledního odpočinku císaře Nintoku.

## Rodáci
- Mizuho Sakagučiová (* 1987) – fotbalistka
- Asuna Tanakaová (* 1988) – fotbalistka